# Воробець Степан Степанович
Степа́н Степа́нович Воробе́ць (4 червня 1987, м. Коломия, Івано-Франківська область, Українська РСР, СРСР — 19 червня 2014, с. Закітне, Лиманський район, Донецька область, Україна) — український військовик, капітан Збройних сил України, командир розвідувальної роти штабного батальйону 24-ї окремої Залізної механізованої бригади Сухопутних військ ЗС України, Герой України з удостоєнням ордена «Золота Зірка» (посмертно).. Позивний «Яструб». Загинув під час російсько-української війни.

## Життєпис
Степан Воробець народився у Коломиї. Закінчив Коломийську школу № 1 ім. В. Стефаника. З дитинства знав, що буде військовим, казав, що започаткує військову династію в своїй родині. З 2000 по 2004 рік проходив навчання у Прикарпатському військово-спортивному ліцеї в Надвірні. З 2004 по 2005 навчався в Одеському інституті Сухопутних військ. 2005 року переведений до Сумського військового інституту ракетних військ і артилерії. З 2007 по 2009 рік навчався в Академії сухопутних військ ім. гетьмана Петра Сагайдачного за спеціальністю «Експлуатація комплексів, приладів та пристроїв артилерійської розвідки». Викладач академії підполковник Володимир Тимчук відзначав надзвичайну ініціативність хлопця. Займався парашутним та гирьовим спортом, армреслінгом, рукопашним боєм, боксом, любив гори. Після закінчення навчання Воробець склав спеціальний кодекс розвідника, що починався словами:
|  | Духовною основою для Розвідника є традиції богатирів Київської Русі, козацтва, героїв Української Повстанської Армії, Розвідників попередніх поколінь. Розвідником не стають один раз і на все життя, право бути ним підтверджують щоденно… Пам'ятай, розум — твій кращий мускул… Вміння виграти війну, навіть програвши бій — ось риса справжнього Розвідника… Поставив ціль — іди до кінця: рви на собі шкіру, вмирай і воскресай, самовдосконалюйся й іди до кінця. Завжди вибирай найважчий шлях — на ньому ти не зустрінеш конкурентів. Упав — встав. Упав — встав — злетів! Тільки так!.. Як тільки воїн почне вважати себе великим, він загине. В той час, коли ти пропускаєш тренування, хтось тренується, щоб перемогти тебе. Тренуйся сьогодні, щоб завтра бути першим. Ти загинеш, якщо пожалієш ворога. Ворог перестає бути ворогом, тільки тоді коли він мертвий… Переможемо або вмремо за Україну, бо мертві сорому не знають. Тільки той є справжній Розвідник, хто має за честь віддати своє життя за Христа Бога, Неньку-Україну та побратима |

Як одного з найкращих офіцерів, Степана було скеровано на навчання до Сполучених Штатів Америки. Після повернення мешкав в Яворові, де проходив службу у 24-й окремій Залізній механізованій бригаді, на посаді командира розвідувальної роти штабного батальйону.
Під час війни на сході України виконував службові обов'язки в зоні проведення антитерористичної операції.

## Обставини загибелі
19 червня 2014 о 4:00 почалась військова операція, метою якої було висування в глибину території, знищення укріплень бойовиків в районі смт Ямпіль та звільнення населених пунктів. З Красного Лиману вирушили підрозділи десантників, які мали розбити укріплений блокпост «Марс» російсько-терористичних угруповань, що прикривав дорогу на міст через Сіверський Донець. Бійці 1-го батальйону 24-ї мехбригади, під командуванням командира батальйону підполковника Ігора Ляшенка виїхали двома бронегрупами зі сторони Торського, взяли Ямпіль без особливого спротиву і вийшли в тил ворожого блокпосту «Марс», після чого взяли пануючу висоту біля мосту. У той час підполковник Ляшенко разом із розвідувальною ротою бригади, під командуванням командира роти капітана Степана Воробця вирушив на село Закітне. Вже біля села бронегрупа потрапила у засідку. Розвідники виявили на дорозі два КамАЗи та БРДМ-2 бойовиків. Було вирішено відконвоювати трофейну техніку ближче до основних сил батальйону, але у цей момент бойовики відкрили шквальний кулеметний вогонь із засідки по бійцях, які сиділи на броні. В комбата Ляшенка влучило декілька куль. Капітан Воробець першим відкрив вогонь у відповідь, встиг знищити двох ворогів, але дістав поранення кулею снайпера, водій БТРа встиг затягти його в машину, там він і помер від втрати крові. Зав'язався бій, котрий тривав 3 години. Бронегрупа, що підійшла на допомогу, знищила засідку противника, з боєм забрали тіла загиблих. 24-та ОМБр втратила сімох військовослужбовців, загинули підполковник Ігор Ляшенко, капітан Степан Воробець і ще 5 бійців розвідроти: старший сержант Андрій Повстюк, старший солдат Юрій Прихід, солдати Віктор Сивак, Віктор Семчук і Микола Шайнога. Троє бійців дістали поранення, один з них — важко поранений. Того ж дня у боях в тому районі загинули восьмеро десантників з 25-ї та 95-ї бригад ВДВ і командир взводу спецпідрозділу «Барс» НГУ лейтенант Кравчук.
Звільнення населених пунктів Лиманського району (на той час — Краснолиманський район) і взяття під контроль мосту через Сіверський Донець дозволило перекрити постачання зброї та боєприпасів до угруповання російського терориста Гіркіна («Стрєлка») у Слов'янськ.
Див. також: Бої за Красний Лиман.
Похований у рідному місті Коломиї на Алеї героїв поблизу з могилою підполковника Тараса Сенюка.
У Степана залишилися мати Ганна Степанівна, дві сестри, дружина Світлана та двоє синів, Андрійко і Денис.
21 серпня 2014 указом Президента України № 660/2014 Степана Воробця було посмертно нагороджено Орденом Богдана Хмельницького I ступеня.

## Нагороди та відзнаки
- звання «Герой України» з удостоєнням ордена «Золота Зірка» (29 вересня 2023, посмертно) — за особисту мужність і героїзм, виявлені у захисті державного суверенітету та територіальної цілісності України, самовіддане служіння Українському народові
- Орден Богдана Хмельницького I ступеня (21 серпня 2014, посмертно) — за особисту мужність і героїзм, виявлені у захисті державного суверенітету та територіальної цілісності України, вірність військовій присязі, високопрофесійне виконання службового обов'язку[8]
- «Почесний громадянин міста Коломиї» (14 серпня 2014, посмертно)[9]
- 20 років Топографічній службі Збройних Сил України (пам'ятний нагрудний знак) (21 травня 2012 року, рішення начальника топографічної служби ЗСУ № 343/5/1067) — за активне впровадження в бойовою підготовку підрозділу досягнень у галузях топографії, навігації та геоінформатики
- 20 років Спілці офіцерів України (медаль) (16 липня 2011 року, рішення Виконавчого комітету Спілки офіцерів України № 2) — за відданість українським військовим ідеалам і активну громадянську позицію

## Вшанування пам'яті
- У Прикарпатському військово-спортивному ліцеї-інтернаті у жовтні 2014 року проведений вечір пам'яті випускника ліцею 2004 року Воробця С. С.
- Володимир Тимчук присвятив кілька поетичних творів Степанові Воробцю та його підлеглим, зокрема Куля зупинки. Архів оригіналу за 17 жовтня 2014. Процитовано 12 жовтня 2014. Ямпіль дев'ятнадцятого. Архів оригіналу за 17 жовтня 2014. Процитовано 12 жовтня 2014. (У зимову весну...). Архів оригіналу за 17 жовтня 2014. Процитовано 12 жовтня 2014., а також дружині: До неба. Архів оригіналу за 17 жовтня 2014. Процитовано 12 жовтня 2014.
- Меморіальні дошки в пам'ять про героя відкриті на фасаді будівлі Коломийської спеціалізованої школи І-ІІІ ст. № 1 ім. Василя Стефаника (5.1.2015) та фасаді будівлі Прикарпатського військово-спортивного ліцею-інтернату (29.5.2015). В Академії сухопутних військ та у розташуванні 24 механізованої бригади є меморіальні стенди на честь Воробця С. С.
- На місці бою, біля Закотного, на честь полеглих бойових побратимів військовики 24-ї бригади встановили обеліск[10]. На Донеччині, з ініціативи місцевої громади, відкрито пам'ятник сімом воїнам 24-ї бригади, які загинули у бою за звільнення села Закітне[11]